# Borodeanka
Borodeanka (în ucraineană Бородянка) este așezarea de tip urban de reședință a raionului Borodeanka din regiunea Kiev, Ucraina. În afara localității principale, nu cuprinde și alte sate.

## Demografie
Componența lingvistică a așezării de tip urban Borodeanka
     Ucraineană (92,61%)
     Rusă (6,86%)
     Alte limbi (0,38%)
Conform recensământului din 2001, majoritatea populației așezării de tip urban Borodeanka era vorbitoare de ucraineană (92,61%), existând în minoritate și vorbitori de rusă (6,86%).